# Олександр Шатілов
Олекса́ндр Шаті́лов (івр. אלכס שטילוב; англ. Alexander Shatilov, нар. 22 березня 1987 — Ташкент, Узбекистан) — ізраїльський гімнаст. Дворазовий бронзовий призер чемпіонатів світу, чемпіон та багаторазовий призер чемпіонатів Європи. Перший в історії Ізраїлю призер чемпіонату світу, чемпіон і призер чемпіонату Європи. Спортсмен 2009 та 2013 років Ізраїлю.
Брав участь в Олімпійських іграх 2008, Олімпійських іграх 2012 та Олімпійських іграх 2016.

## Біографія
Народився в Ташкенті, Узбекистан, в єврейській родині. У 2002 році родина переїхала до Ізраїлю.
Мати — тренер з акробатики, батько — інструктор верхової їзди. Брат Слава грав у професійний футбол в Ізраїлі.
З 2015 року одружений з Елою Кліхман, має двох синів: Ромі (2017 року народження) та Гая (2019 року народження).

## Кар'єра
Мати відвела до секції спортивної гімнастики, коли було п'ять років.

#### 2008
На дебютних Олімпійських іграх 2008 в Пекіні, Китай, у кваліфікації посів 29 місце в багатоборстві, зупинившись за крок до фіналу. Потрапив до фіналу вільних вправ, де через падіння завершив змагання останнім.

#### 2009
На чемпіонаті Європи, що проходив у Мілані, Італія, здобув першу в історії Ізраїлю медаль чемпіонату Європи — бронзу у вільних вправах.
На чемпіонаті світу в Лондоні, Велика Британія, додав до бронзи чемпіонату Європи бронзову нагороду світової першості, вписавши своє ім'я в історію країни.

#### 2011
На чемпіонаті Європи в Берліні, Німеччина, у вільних вправах виборов срібну нагороду, а на чемпіонаті світу в Токіо, Японія, продемонстрував однаковий результат у 15.466 балів з бразильським гімнастом Дієго Іполіто, розділивши з ним третю сходинку п'єдесталу.

#### 2012
На Олімпійських іграх 2012 в Лондоні, Велика Британія, у багатоборстві посів 12 місце, а у фіналі вільних вправ був шостим.

#### 2013
На чемпіонаті Європи у вільних вправах уперше у власній кар'єрі та історії Ізраїлю став чемпіоном Європи, продемонструвавши однаковий результат у 15,333 бали з британським гімнастом Максом Вітлоком.

#### 2014
На чемпіонаті Європи у Софії, Болгарія, у вільних вправах виборов бронзову нагороду.

#### 2016
На передолімпійському чемпіонаті Європи, що проходив у Берні, Швейцарія, здобув бронзову нагороду у вільних вправах.
На Олімпійських іграх у Ріо-де-Жанейро, Бразилія, до фіналів в окремих видах не кваліфікувався.

#### 2017
На чемпіонаті Європи у вільних вправах виборов бронзову нагороду, випередивши товариша по збірній Артема Долгопята.
Другу половину сезону змушений був пропустити через травму та народження сина Ромі, яке збіглося за часом з чемпіонатом світу.

#### 2018
На чемпіонаті Європи четвертим був у багатоборстві та п'ятим у вільних вправах.
Через складні дипломатичні стосунки між Ізраїлем та господарем чемпіонату світу (Катар не визнає Ізраїль) участь команди Ізраїлю в першому кваліфікаційному турнірі на Олімпійські ігри в Токіо була під питанням. Згодом Катар надав візи спортсменам, гарантував безпеку та використання прапору та гімну Ізраїля. Однак в цілях безпеки на тренуваннях та поза залом спортсмени використовували костюми без прапора Ізраїлю чи напису назви країни. Олександр мріяв піднятися на п'єдестал та розгорнути прапор Ізраїлю в Катарі, але не зміг кваліфікуватися до фіналу вільних вправ.

#### 2019
На чемпіонаті Європи в рамках підготовки до кваліфікаційного на Олімпійські ігри чемпіонату світу відібрався до фіналу в багатоборстві з десятим результатом, але знявся для кращого виступу в фіналі вільних вправ, де продемонстрував п'ятий результат.
На чемпіонаті світу в Штутгарті, Німеччина, в багатоборстві посів 30 місце та здобув особисту ліцензію на Олімпійські ігри в Токіо.

#### 2020
Підтримав перенесення Олімпійських ігор в Токіо на 2021 рік через неможливість підготуватися до головних змагань чотириліття у зв'язку з пандемією коронавірусу та вимушених перерв у тренувальному процесі.
У грудні під час пандемії коронавірусу на чемпіонаті Європи в Мерсіні, Туреччина, у командній першості був четвертим, до фіналів в окремих видах не кваліфікувався.
На Олімпійських іграх в Токіо в кваліфікації продемонстрував 47 результат у вільних вправах та до фіналу не кваліфікувався.

## Результати на турнірах
| Рік  | Змагання           | КБ | ІБ  | Вільні вправи | Кінь | Кільця | Опорний стрибок | Паралельні бруси | Перекладина |
| ---- | ------------------ | -- | --- | ------------- | ---- | ------ | --------------- | ---------------- | ----------- |
| 2007 | Чемпіонат світу    |    |     | 5             |      |        |                 |                  |             |
| 2008 | Олімпійські ігри   |    | 29  | 8             |      |        |                 |                  |             |
| 2009 | Чемпіонат Європи   |    |     | 3             |      |        |                 |                  |             |
| 2009 | Чемпіонат світу    |    | 11  | 3             |      |        |                 |                  |             |
| 2010 | Чемпіонат світу    |    | 10  | 4             |      |        |                 |                  |             |
| 2011 | Чемпіонат Європи   |    |     | 2             |      |        |                 |                  |             |
| 2011 | Чемпіонат світу    |    | 13  | 3             |      |        |                 |                  |             |
| 2012 | Олімпійські ігри   |    | 12  | 6             |      |        |                 |                  |             |
| 2013 | Чемпіонат Європи   |    |     | 1             |      |        |                 |                  |             |
| 2014 | Чемпіонат Європи   |    |     | 3             |      |        |                 |                  |             |
| 2015 | Чемпіонат Європи   |    |     | 4             |      |        |                 |                  |             |
| 2015 | Європейські ігри   |    | 7   | 5             |      |        |                 |                  |             |
| 2016 | Чемпіонат Європи   |    |     | 3             |      |        |                 |                  |             |
| 2017 | Чемпіонат Європи   |    |     | 3             |      |        |                 |                  |             |
| 2018 | Чемпіонат Європи   |    | 4   | 5             |      |        |                 |                  |             |
| 2019 | Чемпіонат Європи   |    | 10q | 5             |      |        |                 |                  |             |
| 2019 | Чемпіонат світу    |    | 30  |               |      |        |                 |                  |             |
| 2020 | Чемпіонат Європи   | 4  |     |               |      |        |                 |                  |             |
| 2021 | Кубок світу в Досі |    |     | 12            |      |        |                 |                  |             |
| 2021 | Олімпійські ігри   |    |     | 47            |      |        |                 |                  |             |

*змішана команда